# Фотосистема
Фотосистема (от гръцки: фотос = светлина и система) е комплекс от структурно и функционално свързани белтъчини, осъществяващи заедно началния етап на фотосинтезата, чрез няколко фотохимични реакции: абсорбция на светлина и трансфер на енергия и електрони. Фотосистемите се намират в тилакоидните мембрани при растения, алги и цианобактерии (при растения и алги тилакоидите са намират в хлоропластите) или в клетъчната мембрана при фотосинтезиращите бактерии.

## Реакционен център
Централна роля във фотосистемите играе реакционният център (РЦ), който е ензимен комплекс, използващ светлина, за да редуцира молекули. Във фотосистемата (ФС) реакционният център е обграден от светосъбиращи комплекси (ССК), увеличаващи абсорбциата на светлинна и способстващи трансфера на енергия към реакционния център. ССК и РЦ са мембранни белтъчни комплекси, изградени от няколко белтъчни субединици и множество различни кофактори. Когато светлината се погълне от РЦ, директно или чрез ССК, се задейства каскада от окислително-редукционни процеси, което води до редукцията на крайния акцептор. Съществуват два вида РЦ: тип I, срещащ се във фотосистема I (P700) в хлоропласти и зелени серни бактерии); тип II – при фотосистема II (P680) в хлоропласти и несерни пурпурни бактерии. Всяка система се отличава по дължината на светлинните вълни, който резорбира максимално (700 и 680 нанометра за фотосистема I и фофосистема II в хлоропластите), вида на обкръжаващия ССК и вида на използвания краен акцептор на електрони. Тип I фотосистемите използват феродоксин-подобни желяно-серни клъстерни белтъчини, като крайни акцептори на електрони, докато при фотосистема тип II тази роля се изпълнява от молекули хинон. Трябва да се отбележи, че и двата вида реакция център се намират в хлоропласти и цианобактерии, като работят заедно, за да образуват една уникална фотосинтезна верига, която е в състояние да извлече електрони от вода, генерирайки кислород като страничен продукт.

## Структура
РЦ съставпява струкрура, изградена от няколко (повече от десет) протеинови субединици, към които са свързани редица различни кофактори. Кофакторите може да бъдат пигменти (като хлорофил, феофитин, каротеноиди), хинони или желязно-серни клъстери.

## Съвместно действие на ФС I и II
За оксигенната фотосинтеза, са задължителни фотосистеми I и II. Оксегенната фотосинтеза може да се извършва от растенията и цианобактериите, за които се смята, че са родоначалник на хлоропластите на еукариотите (виж ендосимбионтна теория). Фотосинтезиращите бактерии не могат да произвеждат кислород.
Фотосистема „I“, се нарича така, тъй като тя е била открита преди фотосистема II, но това не отразява посоката на електронния поток.
Когато фотосистема II абсорбира светлината, електроните на хлорофила в реакционния център се възбуждат до по-високо енергийно ниво и се улавят от първичния електронен акцептор. За попълване на дефицита се извличат електрони от водата, чрез клъстер от четири манганови йони във фотосистема II и се доставят на хлорофила чрез редокс-активен тирозин.
Фотовъзбудените електроните се движат чрез цитохром b6f до фотосистема I чрез електрон-транспортна верига, в тилакоидната мембрана. Падът на енергията се използва за транспортиране на водородни йони (H+) през мембраната в лумена, за да се осигури протонен градиент за генериране на АТФ. Протоните се транспортират от пластохинон.
Когато електронът достигне фотосистема I, той запълва дефицита на електрони в хлорофила на реакционния център на фотосистема I. Този дефицит се дължи на фотовъзбуждане на електрони, които отново са избити и уловени от електронакцепторна молекула, този път на фотосистема I.
ATФ се генерира, когато ATP-синтазата превозва протоните от лумена към стромата на хлотопластте, през мембраната. ФС I приема електрони от пластоцианина и ги прехвърля или на НАДФ+ като го редуцира до НАДФН (нецикличен електронен транспорт) или обратно към цитохром b6f (цикличен електронен транспорт). С последствие НАДФН се транспортира до цикъла на Калвин, за да реагират с 3-фосфо-глицерат, заедно с ATФ, за да формират глицералдехид 3-фосфат, възлов междинен метаболит, от който растенията могат да ситезират различни вещества.